# Paper Lanterns
«Paper Lanterns» (en español "Linternas de Papel") es una canción de la banda californiana de punk rock Green Day compuesta por su vocalista Billie Joe Armstrong, esta canción es de su Ep Slappy y también forma parte de su álbum recopilatorio 1,039/Smoothed Out Slappy Hours. Esta canción es uno de los clásicos de la banda que con frecuencia en sus recitales se puede oír este tema.

## Letra
La letra habla de cómo un chico está enamorado de una chica pero esta lo ve como un amigo, el chico no para de pensar en esta chica y también no sabe por qué razón no deja de pensar en ella, pero con lo que dice el tema al chico al parecer no le molesta la idea de que ella lo vea como un amigo ("I do not mind if all I am is, just a friend to you/A mi no me importa si todo lo que soy es solo un amigo para vos").
Esta canción fue escrita por Billie Joe para una chica que le gustaba, posiblemente su exnovia, ya que la canción en una parte dice "So when are all my troubles going to end? I'm understanding now that We are only friends To this day I'm asking why I still think about you/Así que, ¿cuándo terminarán todos mis problemas? Me estoy dando cuanta que solo somos amigos pero hasta el día de hoy me pregunto por qué sigo pensando en ti".

## Datos
La canción dura 2:26, la melodía del tema es la típica de las primeras canciones de la banda con los mismos dos acordes típicos del Punk Rock. La canción según el líder de la banda Billie Joe Armstrong está dedicada a una chica llamada Amanda quien fue novia de Armstrong en su adolescencia, canciones como Good Riddance (Time of Your Life), She, Chump, Going to Passalaqua, y la famosa Whatsername, entre otras, también están dedicadas a esta chica.

## Créditos
- Billie Joe Armstrong, Voz, Guitarra.
- Mike Dirnt, Coros, Bajo.
- Al Sobrante, Batería.

- Datos: Q22082523